# 10167 Yoshiwatiso
A 10167 Yoshiwatiso (ideiglenes jelöléssel 1995 BQ15) a Naprendszer kisbolygóövében található aszteroida. T. Seki fedezte fel 1995. január 31-én.